# Programmable Read Only Memory

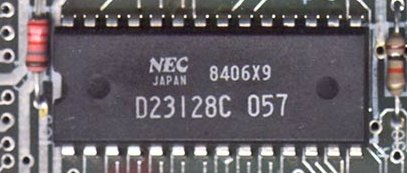
PROM utilizzata dal computer ZX Spectrum

In informatica ed elettronica una Programmable Read Only Memory (PROM, lett. "memoria di sola lettura programmabile") è un tipo di memoria informatica di sola lettura programmabile una sola volta.
Nasce come evoluzione della ROM a maschera ed è volta a ridurne i notevoli costi di produzione dovuti alla progettazione delle maschere per l'impiantazione ionica. La ROM a maschera richiede infatti di cambiare l'intera linea di produzione ogni qual volta fosse necessario modificare anche una minima parte dei circuiti logici. La PROM invece contiene dei fusibili, che possono essere bruciati secondo le esigenze per implementare i circuiti logici richiesti, e richiede un'apparecchiatura speciale per le operazioni di scrittura.
Esiste inoltre una tipologia di PROM in cui al posto dei fusibili vengono usati degli antifusibili, nei quali il collegamento viene creato invece di venire bruciato.